# 1894 en Suisse
Chronologie de la Suisse
- 1890
- 1891
- 1892
- 1893
- 1894
- 1895
- 1896
- 1897
- 1898

Chronologie de la Suisse
1893 en Suisse - 1894 en Suisse - 1895 en Suisse

## Gouvernement au1erjanvier 1894
- Conseil fédéral[1]
  - Emil Frey (PRD), président de la Confédération
  - Joseph Zemp (PDC), vice-président de la Confédération
  - Adrien Lachenal (PRD)
  - Adolf Deucher (PRD)
  - Eugène Ruffy (PRD)
  - Karl Schenk (PRD)
  - Walter Hauser (PRD)

## Évènements
- Dimanche 25 février : fondation à Olten (SO) du Parti radical-démocratique suisse.
- Dimanche 4 mars : votations fédérales. Le peuple rejette, par 158 492 non (53,9 %) contre 135 713 oui (46,1 %), l'adjonction, à la constitution fédérale, d'un nouvel article donnant à la Confédération le droit de légiférer en matière de métiers.
- Jeudi 8 mars : mise en service du premier tramway électrique à Zurich.

- Dimanche 13 mai : premier numéro dominical de La Tribune de Lausanne.
- Vendredi 1er juin : entrée en vigueur de l’heure d’Europe centrale pour les chemins de fer, les postes et les télégraphes suisses.
- Dimanche 3 juin : votations fédérales. Le peuple rejette, par 308 289 non (80,2 %) contre 75 880 oui (19,8 %), l’Initiative populaire « Droit au travail ».

- Samedi 21 juillet : festivités du centenaire de l'incendie de 1794 et du relèvement de la ville à La Chaux-de-Fonds (NE).

- Mercredi 1er août : premier numéro de l’hebdomadaire Engadiner Post, publié à Saint-Moritz.
- Samedi 22 septembre : mise en service du premier tramway électrique à Genève.
- Samedi 29 septembre : ouverture à la circulation de la route du col du Grimsel.

- Samedi 27 octobre : ouverture du Musée historique de Berne.

- Dimanche 4 novembre : votations fédérales. Le peuple rejette, par 350 639 non (70,7 %) contre 145 462 oui (29,3 %), l’Initiative populaire « tendant à faire répartir, entre les cantons, une partie des recettes des douanes ».

- Mercredi 28 novembre : inauguration du Victoria Hall à Genève.

- Lundi 17 décembre : ouverture à Zurich du premier restaurant sans alcool du Frauenverein für Mässigkeit und Volkswohl (association féminine pour la tempérance et le bien-être).

## Décès
- 5 janvier : Jean Adrien Philippe, industriel, fondateur de l’entreprise Patek Philippe, à Genève, à l’âge de 79 ans.
- 2 février : Hans Herzog, général, à Aarau, à l'âge de 75 ans.
- 15 avril : Jean Charles Galissard de Marignac, chimiste, à Genève, à l’âge de 77 ans.
- 6 mai : Arnold Bürkli, architecte, à Zurich, à l’âge de 61 ans.
- 20 mai : Alexandre Daguet, historien, à Couvet (NE), à l'âge de 78 ans.
- 13 juin : Louis de Coulon, conservateur du Musée d'histoire naturelle de la ville de Neuchâtel, à l’âge de 89 ans.
- 19 décembre : Roger de Guimps, dernier héritier direct de Pestalozzi,  à Yverdon-les-Bains (VD), à l’âge de 92 ans.